# Federal Dam (Minnesota)
Federal Dam es una ciudad ubicada en el condado de Cass en el estado estadounidense de Minnesota. En el Censo de 2010 tenía una población de 110 habitantes y una densidad poblacional de 18,73 personas por km².

## Geografía
Federal Dam se encuentra ubicada en las coordenadas 47°14′25″N 94°12′43″O / 47.24028, -94.21194. Según la Oficina del Censo de los Estados Unidos, Federal Dam tiene una superficie total de 5.87 km², de la cual 5.83 km² corresponden a tierra firme y (0.79%) 0.05 km² es agua.

## Demografía
Según el censo de 2010, había 110 personas residiendo en Federal Dam. La densidad de población era de 18,73 hab./km². De los 110 habitantes, Federal Dam estaba compuesto por el 56.36% blancos, el 0% eran afroamericanos, el 23.64% eran amerindios, el 0% eran asiáticos, el 0% eran isleños del Pacífico, el 0% eran de otras razas y el 20% pertenecían a dos o más razas. Del total de la población el 0% eran hispanos o latinos de cualquier raza.